# 데브레첸 VSC
데브레첸 VSC(헝가리어: Debreceni VSC 데브레체니 VSC[*])는 헝가리의 축구 클럽으로, 헝가리 동쪽에 위치한 헝가리 제2의 도시 데브레첸에 연고를 삼고 있다.

## 역사
클럽은 1902년 3월 12일에 창단되었다. 처음에는 "Egyetértés Futball Club" 이란 명칭으로 활동했으나, 헝가리가 독립하면서 "Debreceni Vasutas Sport Club"으로 명칭을 변경하였다. 1926년에 프로화의 열풍이 헝가리 축구에 밀려들면서, "Bocskay FC"가 데브레첸과 다른 클럽의 선수들을 끌어모아 데브레체니 VSC가 15년 동안 하위 리그에서 경기를 할 동안 복스케이 FC가 데브레첸을 대표하게 되었다. 1940년에 프로와 아마추어의 선수 구분이 철폐되면서 복스케이는 재정문제에 부딪치게 되었고, 데브레체니 VSC가 다시 데브레첸 시의 대표가 되었다. 1942-43시즌에 데브레첸은 처음으로 헝가리 리그에 승격하지만, 그러나 그 후 50여 년간 총 여덟번의 강등을 겪었고, 1967년에는 3부 리그에서 시즌을 시작하기도 했다.
공산화 시기에 클럽은 여러번의 명칭의 변화가 있었다. 1948-49시즌엔 데브레체니 VSE(Debreceni Vasutas Sport Egyesület), 1949년엔 데브레체니 로코모티프(Debreceni Lokomotív), 1955-56시즌엔 데브레체니 퇴레크베스(Debreceni Törekvés), 그리고 1957년부터 1979년까지는 데브레체니 VSC라는 이름으로 경기에 참가하였다.
데브레첸의 최고의 기간은 1993년에 1부리그로 승격하면서부터이다. 1999년과 2001년엔 최초의 국가 전체 대회인 헝가리 컵의 우승을 하였고, 2005년엔 처음으로 리그 우승을 하게 되었다.

## 역대 성적
- 헝가리 리그

우승 (7) : 2004-05, 2005-06, 2006-07, 2008-09, 2009–10, 2011–12, 2013–14
- 헝가리 컵

우승 (5) : 1999, 2001, 2009–10, 2011–12, 2012–13
준우승 (2) : 2003, 2007
- 헝가리 슈퍼컵

우승 (5) : 2005, 2006, 2007, 2009, 2010

## 선수 명단

### 현역
참고: FIFA 자격 규정에 따라 소속된 국가대표팀 국기를 표시합니다. 선수는 복수의 FIFA 비회원국 국적을 가지고 있을 수 있습니다.
| 번호 | 포지션 | 국적         | 이름                |
| ---- | ------ | ------------ | ------------------- |
| 15   | DF     |              | 헨릭 카스테그렌     |
| 25   | FW     |              | 마우지리스          |
| 28   | DF     |              | 막시밀리안 호프만   |
| 30   | DF     | 세르비아     | 아란젤 스토이코비치 |
| 33   | MF     |              | 크리스티얀 말리노프 |
| 42   | FW     | 코트디부아르 | 야쿠바 실루에       |

| 번호 | 포지션 | 국적 | 이름            |
| ---- | ------ | ---- | --------------- |
| 99   | MF     |      | 브랜든 도밍게스 |

## 역대 감독
| 감독          | 임기        |
| ------------- | ----------- |
| 로란트 줄러   | 1963        |
| 센테시 라자르 | 2002 ~ 2004 |